# Райго-дзу
Райго-дзу (来迎図 — яп. «изображение сошествия») — жанр в японском изобразительном искусстве, представляющее собой изображения будд и бодхисаттв, в первую очередь Будды Амида и его сопровождающих при «прибытии на Землю» для того, чтобы встреть душу умершего.

## История возникновения
По мере распространения учения школы Чистой Земли следи последователей росло желание видеть изображение главного божества. Результатом стали произведения, изображающие будду Амиду, спускающегося на фиолетовом облаке из далекого Рая Чистой Земли, чтобы встретить души мертвых и забрать их с собой на небеса. Эти картины приносили в дом умирающего. Они назывались райго, и в центре обычно изображался Амида Будда с сопровождающими божествами по обе стороны. Самый известный свиток принадлежит храму Чистой Земли Тион-ин (Киото).

## Этимология
Созданное китайским монахом Хуэйюанем учение школы Чистой Земли стало распространяться в Японии с середины IX века. Приветствие, которое Амида и его свита произносят душам, входящим в Чистую Землю, на китайском языке называется «ляйин», что в японском произносилось как «райго».

## Изображение Будды
Композиции, изображавшиеся художниками в сценах «приветственного сошествия» были основаны на описаниях в текстах Школы Чистой Земли, в частности, Сутры Лотоса. На картинах центральная триада и окружающие ее бодхисаттвы, которых может быть более двадцати на одной картине, плывут на облаках и пересекают горы, богатые осенним цветом (преимущественно багровые и коричневые тона). Такой выбор цветов характерен для периода Камакура. Как на китайских, так и на японских картинах все божества одеты в аристократические одежды и излучают божественный свет, что указывает на их статус бодхисаттв. Самый распространенный сюжет изображает будду Амиду стоящего в три четверти с вытянутой правой рукой. Этим жестом Амида приглашает умершего проследовать за ним в Царство Радости. В таком изображении Будда спускается по диагонали сверху вниз. Еще один тип изображения — Амида, нарисованный в анфас. Он надвигается сквозь горы или облака на смотрящего, его руки образуют жест мудра, символизирующий одну из ступеней перерождения.
- Райго-дзу. Амида-будда. (Сэйрайдзи - буддийский храм в Цу, Япония)
- Райго-дзу. (Храм Дзэнкодзи, преф. Нагано, Япония)
- Райго-дзу (Храм Рюдзёдзи, преф. Симоити, Япония)
- Райго-дзу (г. Сэтоути, Япония)
- Райго-дзу (г. Коя, преф. Вакаяма, Япония)
- Райго-дзу (г. Коя, Япония) Детали

## Влияние на японцев
В Японии среди последователей учения Чистой Земли распространилась идея, что видение райго перед самой смертью означало обретение просветления и возрождение в Чистой Земле. В некоторых японских семьях до сих пор изображения райго часто ставят рядом с человеком на смертном одре в его поле зрения, тем самым устанавливая физическую связь между Буддой и умирающим. Умирающего следовало положить головой на север, а на западной стороне располагалось изображение будды Амида, который как бы "двигался" в сторону человека.